# SIAD Macchine Impianti
SIAD Macchine Impianti S.p.A. è una azienda metalmeccanica italiana, con sede a Bergamo, attiva nella progettazione e costruzione di:
- Impianti di frazionamento aria per produzione di Azoto, Ossigeno ed Argon ad alta purezza;
- Compressori alternativi;
- Impianti per saldatura, taglio e manipolazione.

Fondata nel 1953 come Società di ingegneria e costruzione del gruppo Siad, dalla quale ha ereditato l'attività di progettazione e costruzione di impianti e compressori alternativi già iniziata nel 1927 (il compressore SIAD per acetilene, realizzato in quell'anno, è stato il primo compressore "oil-free" della storia) è oggi leader mondiale nella fornitura di tutti i suoi prodotti nei diversi settori di applicazione, in particolare:
- Raffineria;
- Petrolchimica;
- Chimica;
- Gas Tecnici;
- Metallurgia;
- Energia;
- Costruzioni

Dal 1997 SIAD Macchine Impianti è presente in Cina, a Shanghai, e dal 2012 anche ad Hangzhou.
Il 2007 ha visto la nascita dell'ufficio russo a Mosca e nel 2016 è stato aperto il centro servizi di Ajman (Emirati Arabi Uniti).